# Jemisset
Jemisset (en amazigh: ⵍⵅⵎⵉⵙⴰⵜ o ⵅⵎⵉⵙⴰⵜ, en árabe: الخميسات) es una ciudad de Marruecos. También es la capital de la provincia del mismo nombre, la provincia de khemisset. Se encuentra en la región de Rabat-Salé-Kenitra.
La ciudad se encuentra a 86 km de Rabat, a 55 km de Mequinez y a 120 km de Fez. La expansión de la ciudad se debe a su proximidad al eje Rabat - Mequinez, sin embargo no tiene un verdadero polo de atracción más allá de su artesanía. Efectivamente, no hay fábricas y la mayor parte de la economía se basa en el pequeño comercio y la agricultura donde la manzana juega el papel de estrella entre los grandes compradores europeos por su precio y calidad.